# 大阪俗謡による幻想曲
大阪俗謡による幻想曲（おおさかぞくようによるげんそうきょく Fantasy on Osaka Folk Tunes）は、大栗裕が作曲した管弦楽曲 及び 吹奏楽曲。

## 概要
朝比奈隆の海外公演のために依頼を受けて書かれ、1956年5月28日、『神戸新聞会館落成記念関響グランド・コンサート』にて、朝比奈の指揮で関西交響楽団により初演された。その翌月に朝比奈は、この曲をウィーン・トーンキュンストラー管弦楽団とベルリン・フィルハーモニー管弦楽団で演奏し、成功を収めている。

## 楽譜
楽譜の移動や改訂により、複数の稿が存在する。
- 1956年の初演や、その後の海外での演奏で使われた初演稿。譜面には「大阪の祭囃子による幻想曲」と書かれているが、1956年の初演の際のチラシやプログラムは「大阪俗謡による幻想曲」となっており、「大阪の祭囃子による幻想曲」という題は初演前に撤回されている[1][2]。朝比奈の演奏以降ベルリン・フィルの資料庫に保管されていたこの稿の楽譜は、1999年に43年ぶりに日本へ「里帰り」し、11月11日にフェスティバルホールで行われた大阪フィルハーモニー交響楽団第333回定期演奏会において外山雄三の指揮により演奏された。
- 初演稿が日本に存在しない状況で、演奏を行うため1958年ごろまでに大栗が自らの記憶を頼りに再構成したもの。その際、記憶違いなどからくる、意図的でない改変が書き込まれたためか、初演稿との間には幾つかの差異が存在する。1970年稿の完成後破棄されたとされ、所在は確認されていない。
- 1970年作成の改訂稿。最終稿として、現在この曲がオーケストラによって演奏される時に一般的に使われる。樋口幸弘は、初演後再構成された時に発生した差異の修正や、いくつかの芸術的動機による修正を加えたものと推測している。509小節、演奏時間は約12分。手書きスコアは大阪フィルハーモニー交響楽団内の「大栗文庫」が所蔵しており、それに基づき2014年にティーダ出版から「原典版」が出版された。

## 吹奏楽のための「大阪俗謡による幻想曲」
1970年稿を大栗自身が吹奏楽編成用に編曲したもの。1974年5月30日、大阪市音楽団第28回定期演奏会において、永野慶作の指揮で初演。同曲を指す場合、吹奏楽版であることが多い。509小節。2013年、ティーダ出版から原典版が出版されている。

### 吹奏楽コンクール用カット版
全日本吹奏楽コンクール等では演奏時間の規定（全日本吹奏楽コンクール実施規定第15条）により、曲の一部をカットしたものが演奏される。また同じ理由で、設定より速い速度で演奏されることが多い。

#### 淀工カット版
大栗と丸谷明夫による校訂版。1980年に大阪府立淀川工業高等学校吹奏楽部が全日本吹奏楽コンクールで初演奏。同部（および金光八尾高等学校）が独占的に使用するほか、2003年に丸谷が指揮した「なにわ《オーケストラル》ウィンズ」の演奏会でもこの版が用いられた。演奏時間、約8分。
丸谷は、吹奏楽コンクールにおいて大栗の吹奏楽のための「神話」を演奏する際も、大栗の許諾のもとカットを行ったと語っている。

#### 辻井カット版
辻井清幸による校訂版。辻井版と淀工版とではカットした箇所が異なる。1984年に尼崎市吹奏楽団が全日本吹奏楽コンクールで初演奏。1989年にアメリカのショーニー・プレス（Shawnee Press）から出版。2013年に全曲版が出版されるまでは、管弦楽版を含め本作の唯一の出版譜だった。淀川工科高等学校吹奏楽部以外の楽団が使用。322小節。演奏時間、約8分。

## 楽器編成

### 管弦楽（1970年稿）
| 木管 | 木管       | 金管 | 金管 | 打    | 打                                                              | 弦   | 弦 |
| ---- | ---------- | ---- | ---- | ----- | --------------------------------------------------------------- | ---- | -- |
| Fl.  | 1, Picc.2  | Hr.  | 4    | Timp. | ●                                                               | Vn.1 | ●  |
| Ob.  | 2, Cr.ing. | Trp. | 3    | 他    | Tamb.milit., Tom-tom, Gr.Ca., Tam-tam, Legno, Chanchiki, 神楽鈴 | Vn.2 | ●  |
| Cl.  | 2, Bass    | Trb. | 3    | 他    | Tamb.milit., Tom-tom, Gr.Ca., Tam-tam, Legno, Chanchiki, 神楽鈴 | Va.  | ●  |
| Fg.  | 2          | Tub. | 1    | 他    | Tamb.milit., Tom-tom, Gr.Ca., Tam-tam, Legno, Chanchiki, 神楽鈴 | Vc.  | ●  |
| 他   |            | 他   |      | 他    | Tamb.milit., Tom-tom, Gr.Ca., Tam-tam, Legno, Chanchiki, 神楽鈴 | Cb.  | ●  |

### 吹奏楽
| 木管 | 木管                 | 金管  | 金管     | 弦・打 | 弦・打                  |
| ---- | -------------------- | ----- | -------- | ------ | ----------------------- |
| Fl.  | 2, Picc.             | Crnt. | 3, Tp. 3 | Cb.    | ●                       |
| Ob.  | 2※                   | Hr.   | 4        | Timp.  | ●                       |
| Fg.  | 1                    | Tbn.  | 3        | 他     | 管弦楽と同じもの, Xylo. |
| Cl.  | 3, E♭, Alto, Bass    | Eup.  | ●        | 他     | 管弦楽と同じもの, Xylo. |
| Sax. | Alt. 1 Ten. 1 Bar. 1 | Tub.  | ●        | 他     | 管弦楽と同じもの, Xylo. |

※辻井カット版では2番オーボエがコーラングレ持ち替え
場合によって、Tamb.milit.を締太鼓に置き換えて演奏されることがある。

## 楽曲
現在出版、一般に演奏されている1970年稿に基づく。
演奏時間は約12分。アンダンテの序奏とアレグロの主部からなり、序奏ではインパクトの強い強奏の後、弦楽器（吹奏楽版ではクラリネットとサクソフォーン）によるオスティナートに乗って管楽器が絡み合い、盛り上がった後に遠ざかっていく。この序奏の雰囲気は「神事」（樋口幸弘）や「神道の神楽」（片山杜秀）に例えられる。
冒頭の楽想が再現されるとテンポが上がって主部に入り、3つの主題が提示され、展開していく。第一主題は打楽器に提示される天神祭の地車（だんじり）囃子のリズムに基づいたもので、木管楽器によって提示される第二主題は都節音階による大栗オリジナルのもの。ピッコロに提示される第三主題は、生國魂神社の夏祭りにおける獅子舞の囃子を用いている。アンダンテの中間部では弦楽のピッツィカート（吹奏楽版ではシロフォン）に乗ってオーボエやフルートが歌い、アレグロに戻ると再び主要主題が展開、再現される。コーダはプレストにテンポを上げて、第一主題のリズムと組み合わされた第三主題がクライマックスを形作り、熱狂のうちに終わる。